# Lophira alata
Lophira alata är en tvåhjärtbladig växtart som beskrevs av Joseph Banks och Carl Friedrich von Gärtner. Lophira alata ingår i släktet Lophira och familjen Ochnaceae. Inga underarter finns listade i Catalogue of Life.

## Bildgalleri

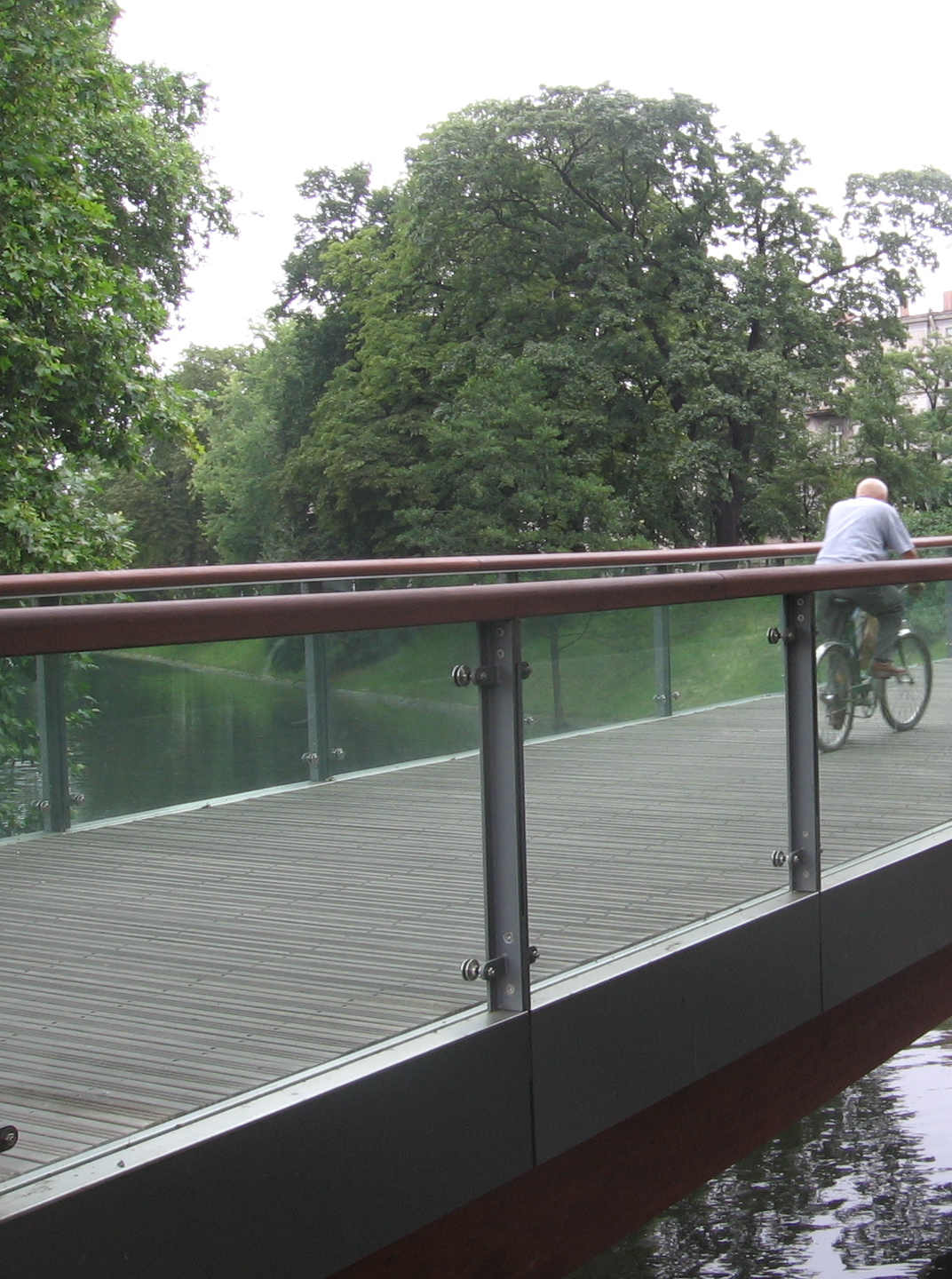
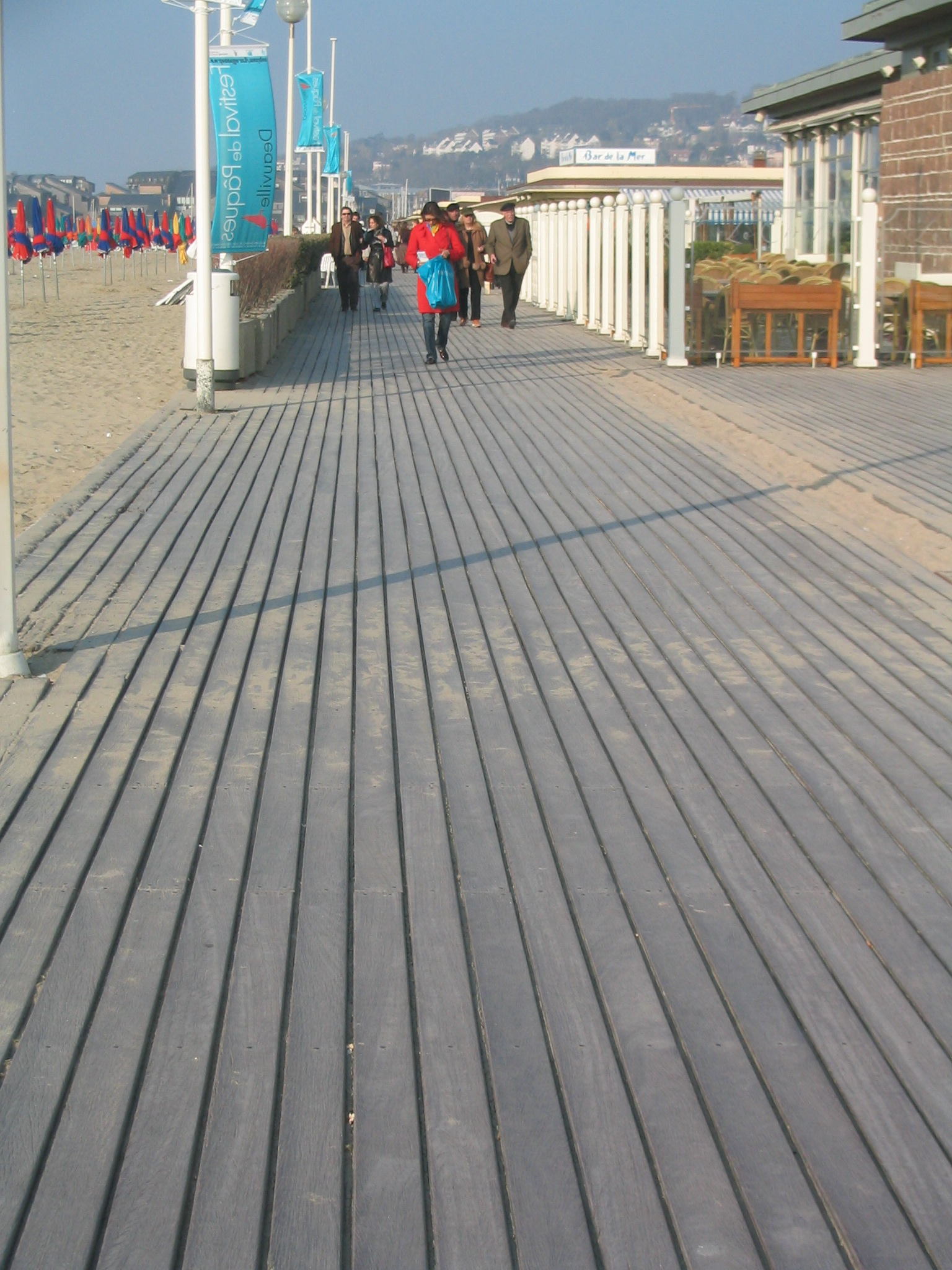
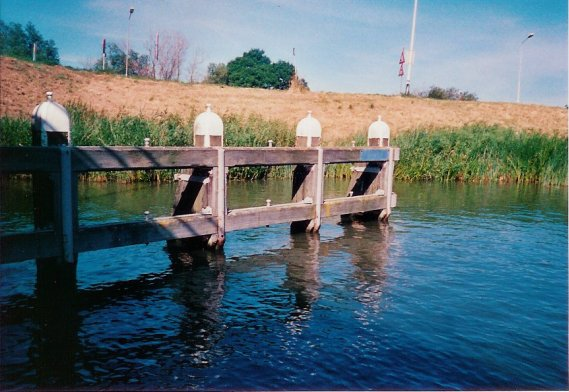
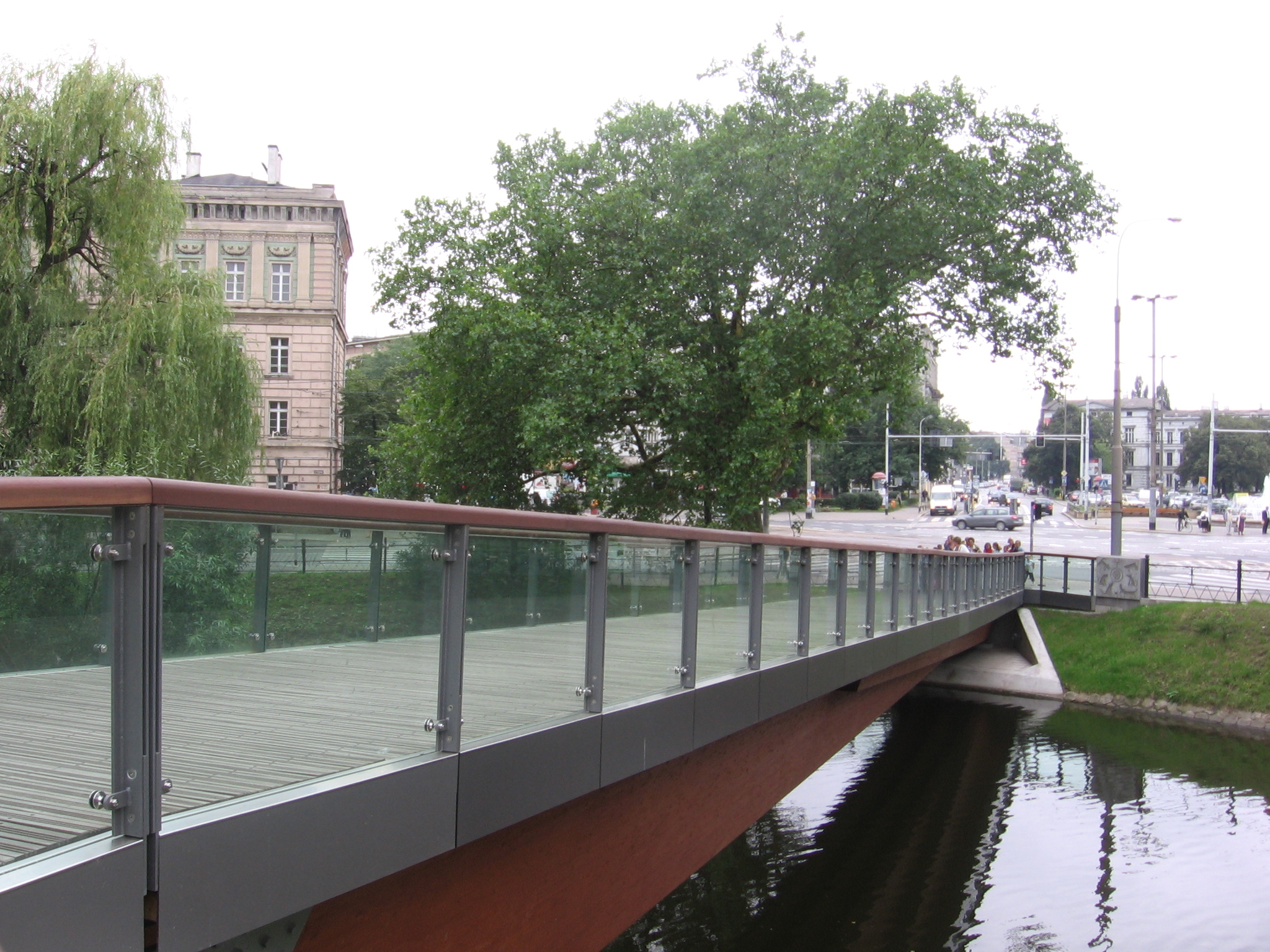